# Florida Ridge
Florida Ridge és una concentració de població designada pel cens dels Estats Units a l'estat de Florida. Segons el cens del 2000 tenia 15.217 habitants.

## Demografia
Segons el cens del 2000, Florida Ridge tenia 15.217 habitants, 6.412 habitatges, i 4.437 famílies. La densitat de població era de 544 habitants/km².
Dels 6.412 habitatges en un 26,6% hi vivien nens de menys de 18 anys, en un 54,6% hi vivien parelles casades, en un 10,6% dones solteres, i en un 30,8% no eren unitats familiars. En el 25,4% dels habitatges hi vivien persones soles el 15,3% de les quals corresponia a persones de 65 anys o més que vivien soles. El nombre mitjà de persones vivint en cada habitatge era de 2,37 i el nombre mitjà de persones que vivien en cada família era de 2,81.
Per edats la població es repartia de la següent manera: un 22,6% tenia menys de 18 anys, un 6% entre 18 i 24, un 25,3% entre 25 i 44, un 20% de 45 a 60 i un 26,1% 65 anys o més.
L'edat mediana era de 42 anys. Per cada 100 dones de 18 o més anys hi havia 88,6 homes.
La renda mediana per habitatge era de 37.608 $ i la renda mediana per família de 43.395 $. Els homes tenien una renda mediana de 29.104 $ mentre que les dones 21.753 $. La renda per capita de la població era de 19.671 $. Entorn del 6,4% de les famílies i el 9,5% de la població estaven per davall del llindar de pobresa.

## Poblacions més properes
El següent diagrama mostra les poblacions més properes.